# 장하늘
장하늘(2002년 3월 2일 ~ )는 대한민국의 축구 선수로, 포지션은 윙어이다. 현재 K리그2 경남 FC 소속이다.